# Схвитори
Схвитори (груз. სხვიტორი) — село в Грузии, входит в состав Сачхерского муниципалитета края Имеретия.

## История
Находилось во владении у князей Церетели, укреплённая резиденция которых — Модинахе — располагалась по-соседству.
В 1940 году в селе, в родовом доме семьи Церетели (1834 года постройки), создан музей поэта Акакия Церетели.

## Известные жители
9 (21) июня 1840 года в селе родился Акакий Церетели — в будущем видный грузинский поэт и деятель национально-освободительного движения Грузии. В своём доме в Схвитори он жил, работал и здесь же умер 26 января (8 февраля) 1915 года.

## Достопримечательности

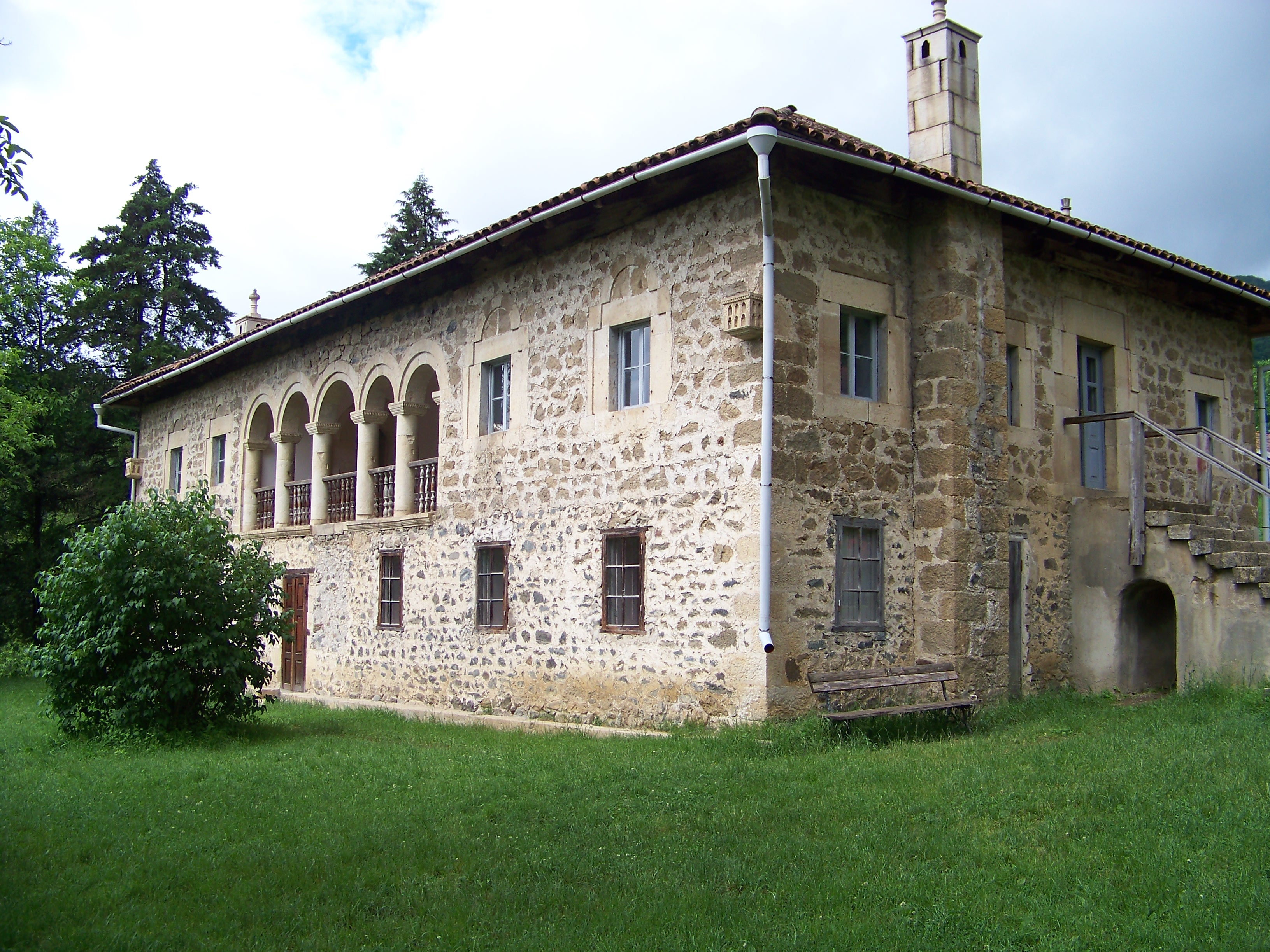
Дом-музей

Дом-музей А. Церетели